# Matthew Smith (walijski piłkarz)
Matthew Robert Smith (ur. 22 listopada 1999 w Redditch) – walijski piłkarz angielskiego pochodzenia występujący na pozycji pomocnika w szkockim klubie St. Johnstone oraz w reprezentacji Walii. Wychowanek West Bromwich Albion, w trakcie swojej kariery grał także w takich klubach, jak Twente, Queens Park Rangers, Charlton Athletic oraz Doncaster Rovers.